# Marian Wierzbiański
Marian Wierzbiański (ur. 8 kwietnia 1902 w Olejowie, zm. 16 grudnia 1971 w Krakowie) – polski nauczyciel, dziennikarz, działacz harcerski.

## Życiorys
Urodził się w rodzinie Aleksandra Władysława (zm. 1925), pracownika zarządu kolei, i Filipiny z Onoferów (1872–1948). Miał trzech braci: Kazimierza (1904–1988), dziennikarza, pracownika MSZ, redaktora Radia Wolna Europa, Adama (1911–1949), prawnika, i Bolesława (1913–2003), dziennikarza, pracownika MSZ, ministra informacji rządu emigracyjnego, wydawcy „Nowego Dziennika” w Nowym Jorku, odznaczonego w 1999 Orderem Orła Białego.
Podczas I wojny światowej wstąpił do drużyny skautowej im. ks. J. Poniatowskiego. Ukończył I Gimnazjum w Jarosławiu. W czasie wojny polsko-bolszewickiej był ochotnikiem w stopniu bombardiera w pułku ochotniczym i 5 p.a.p. Studia rozpoczął we Lwowie, następnie przeniósł się do Krakowa, gdzie na UJ studiował prawo. W międzyczasie ukończył studium wychowania fizycznego i pracował jako nauczyciel, nadal studiując prawo aż do uzyskania dyplomu. W latach 20. działał w harcerstwie w Krakowie, będąc hufcowym (1921–1922) i członkiem Zarządu Oddziału ZHP w Krakowie (1924–1927). Następnie przeniósł się na Śląsk, gdzie od 1928 kierował czasopismem harcerskim „Na tropie”. We wrześniu 1930 został naczelnym inspektorem Harcerstwa w Ministerstwie Wyznań Religijnych i Oświecenia Publicznego w Warszawie. 1 lutego 1933 otrzymał stopień harcmistrza. W 1936 został wiceprzewodniczącym ZHP. W latach 1936–1939 był redaktorem naczelnym „Harcerstwa” - organu Naczelnictwa ZHP.

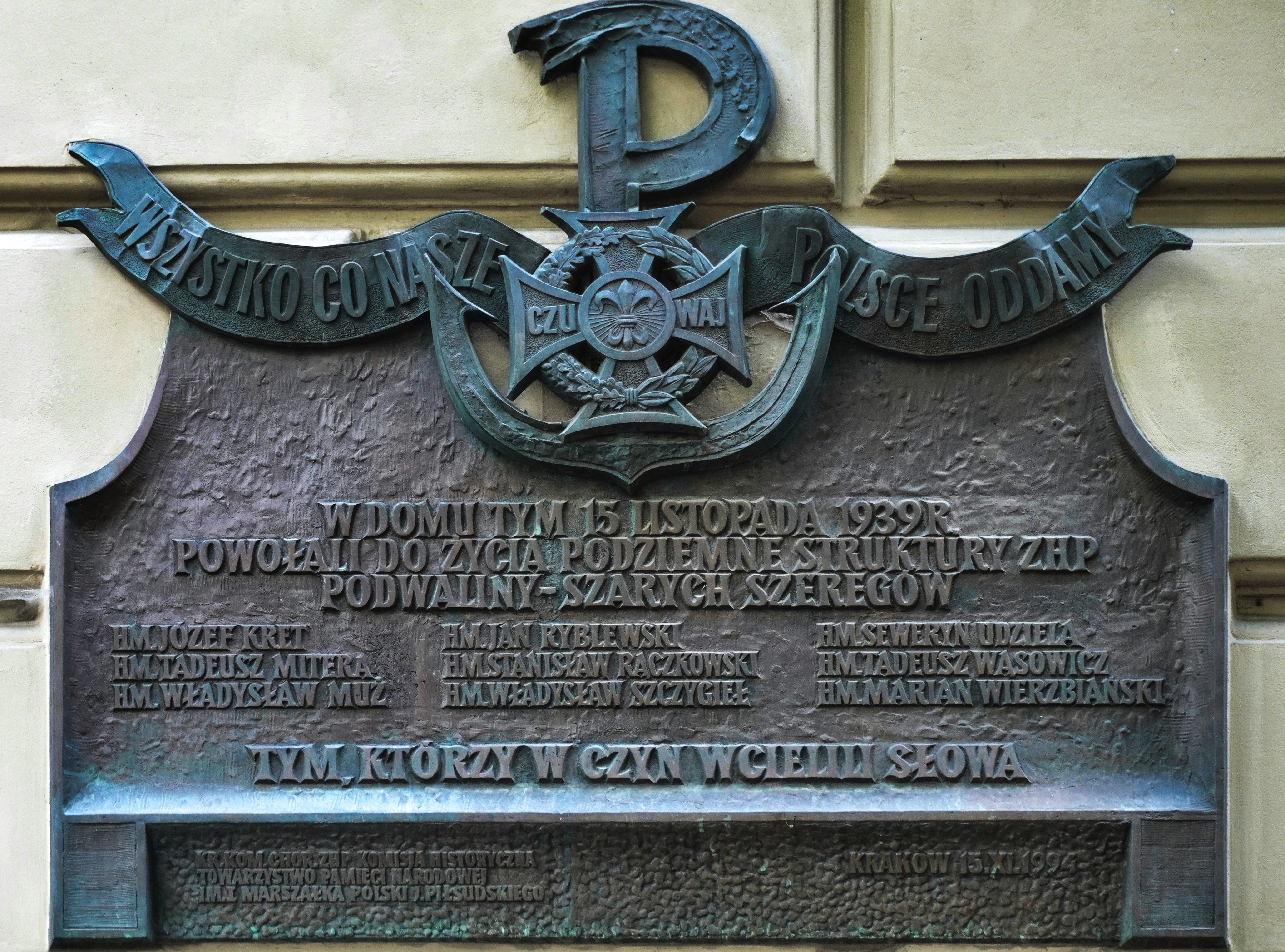
Tablica pamiątkowa przy ul. Szlak 21 w Krakowie

W czasie II wojny światowej organizował działalność konspiracyjną w Warszawie, później w Krakowie i Zakopanem.
Po wojnie przez 8 miesięcy był więziony i przesłuchiwany przez UB w Krakowie. Po długim czasie został zatrudniony w Nauczycielskiej Spółdzielni „Urania”. W 1956 na nowo organizował harcerstwo w Krakowie. Współinicjator reaktywowania ZHP – 4 grudnia 1956 roku. W latach 1956–1957 był komendantem Krakowskiej Chorągwi Harcerstwa.
Zmarł 16 grudnia 1971 w Krakowie. Pochowany na cmentarzu Salwatorskim (sektor SC10-1-8).